# Telążna Leśna
Telążna Leśna – wieś w Polsce położona w województwie kujawsko-pomorskim, w powiecie włocławskim, w gminie Włocławek.
W latach 1975–1998 miejscowość administracyjnie należała do województwa włocławskiego. Według Narodowego Spisu Powszechnego (III 2011 r.) liczyła 142 mieszkańców. Jest szesnastą co do wielkości miejscowością gminy Włocławek.